# Акроса
Акроса, Акроза, Акросак, Акросакес, Акросандр — царь Малой Скифии во второй половине I тысячелетия до н. э.
О скифском царе Акросе известно только из нумизматического материала, отчеканенного греками на монетном дворе в Томах. Сведений об этом правителе эпиграфические источники не содержат. На аверсе одного типа его бронзовых монет изображены головы Диоскуров в шапках с лавровыми венками, на реверсе — протомы их коней. На других представлены Деметра и Кора в покрывалах с венками из лавров, и колосья. На третьих — Зевс, также в лавровом венке, и рог изобилия. По замечанию М. Манова, известны шесть типов монет Акрозы.
Советский исследователь Л. И. Тарасюк указал, что речь идёт о сокращении полного имени «Акросак», представляющим сложное слово, в котором чётко понятна только его вторая половина. Объяснение же первой может быть дано только при опредёленных допущениях. Так, akro может восходить к иранскому ugra — «сильный». Возможно и что речь идет об авестийском agra — «первый», «высший». Не исключено и что имя Акросака было связано со скифским apra — «водная глубина». Выпускавшие монеты греки могли несколько изменить звучание первой части имени, не понимая её смысла, значение же второй им было хорошо известно. Ю. Г. Виноградов возможность сокращения имени не исключил, но указал, что придерживается традиционного прочтения имени как Акроса.
А. В. Орешников согласился с Д. Е. Такелой, датировавшим монеты этого правителя серединой, а В. Канараке заявил о начале III столетия до н. э. М. И. Ростовцев и И. Лазаренко же посчитали, что их выпустили в следующем веке. С. И. Андрух полагает, что предшественником Акросака был Сариак, а преемником — Харасп. В. Л. Янин заявил, что по общепринятой последовательности перед Акросаком правил Харасп, а после — Эйлий. По мнению Канареке, Акросак властвовал за Канитом и за ним самим — Сариак, а В. О. Кнехтел назвал, соответственно, имена Хараспа и Сариака.